# بومة تنغمالم
بومة تنغمالم (الاسم العلمي: Aegolius funereus) هو نوع من فصيلة بوم حقيقي.